# Израильско-малайзийские отношения
Израильско-малайзийские отношения — коммерческие и культурные связи между Государством Израиль и Малайзией. В настоящее время две этих страны не имеют формальных дипломатических отношений.

## История
Министр иностранных дел Израиля Моше Шарет посещал Куала-Лумпур в 1956 году, за год до провозглашения независимости (англ.) Малайзийской Федерации. Он описал приём своего предложения принять израильского консула как «без сомнения доброжелательное» со стороны принимающей стороны. Когда Малайзия подала заявку на членство в ООН в 1957 году, Израиль голосовал в поддержку принятия Малайзии в эту организацию. В начале 1960-х малайцы отвергли многочисленные попытки израильтян формализовать отношения на высшем уровне, объясняя это тем, что местная радикальная исламская оппозиция и давление арабских государств поставили Малайзию в неудобное положение vis-à-vis с Израилем.
По мере того, как переговоры между Израилем и Палестиной набирали обороты в начале 1990-х, малайзийский премьер-министр Махатхир Мохамад решил фактически установить дипломатические отношения с Израилем. Chua Jui Meng, в то время и. о. министра международной торговли и промышленности, предложил в 1994 году, что израильский рынок мог бы со временем стать целью малайзийских инвестиций.
Махатхир Мохамад, премьер министр Малайзии в 1981—2003 гг., обвинял своих оппонентов в том, что они являются агентами сионизма, и обвинял сионистов в подрыве малайской государственности и в попытке уничтожить ислам.:45–47 Махатхир посылал письма израильским премьер-министрам Ицхаку Рабину, Биньямину Нетаньяху, Эхуду Бараку в 1993, 1997 и 1999 годах, соответственно. В 2012 году содержание этих писем было обнародовано, чтобы развеять обвинения против правительства Махатхира, которое двигалось в направлении признания Государства Израиль.

## Коммерческие отношения
В 1971 году малайзийский импорт из Израиля превысил 11 млн малайзийских долларов, в то время как экспорт в Израиль в общей сумме составил около 2 миллионов малайзийских долларов. Малайзия наложила запрет на торговлю с Израилем в 1974 году.:23 Согласно Israel-Asia Center, торговля между Израилем и Малайзией проводится не непосредственно, а через страны-посредники, такие как Сингапур или Таиланд.
В период между 2000 и 2001 годами, экспорт в Малайзию из израильской фабрики компьютерных чипов Intel в Кирьят-Гате составил 600—700 млн долл. США.
Доклад израильского Министерства промышленности, торговли и занятости 2002 года об израильских торговых отношениях с Индонезией и Малайзией советовал израильтянам, заинтересованным в ведении бизнеса с малайзийскими компаниями: «нет никаких противоречий торговым и коммерческим отношениям, пока они не получают широкой огласки.» В этом же докладе было указано, что израильская фабрика Intel занимала 98 % всего экспорта в Малайзию из Израиля в период с 1999 по 2002. Таким образом, в 1999 году израильский экспорт в Малайзию составил $107 млн — $5,3 млн исключая продукцию Intel. В тот год Израиль закупил в Малайзии товаров на $23,6 млн. В 2000 году израильский экспорт в Малайзию составил $732 млн — $4,7 млн, исключая Intel. Импорт малайзийских товаров в еврейское государство составил $25,9 млн. В 2001 году Израиль экспортировал в Малайзию товаров на $615,5 млн — $4,7 млн исключая чипы Intel. Израиль импортировал из Малайзии товаров на $26,3 млн.
Данные, предоставленные израильским Центральным Статистическим Бюро показывают, что торговля между Израилем и Малайзией в 2008—2011 годах значительно колебалась. В 2008 году израильский экспорт в Малайзию достиг $30,2 млн, в то время как Израиль импортировал товаров на $100,6 млн. В 2009 году Израиль экспортировал товаров на $116,8 млн в Малайзию, а импортировал на $68,5 млн. В 2010 году израильский экспорт в Малайзию вырос до $798 млн, а импорт вырос до $85 млн. В 2011 экспорт товаров из Израиля в Малайзию составил $716,4 млн, а импорт — $93,6 млн. Отчет, составленный Еврокомиссией показывает, что в 2010 году Малайзия находится на 15 месте среди наиболее важных торговых партнёров Израиля, составляя 0,8 % (€667,6 million) всей торговли Израиля в тот год.

## Спорт
Впервые израильские спортсмены соревновались в Малайзии в 1997 году на проходившем в Куала-Лумпуре турнире по крикету.
В 2010 году израильский боксёр Илья Град (англ.) получил специальное разрешение от властей Малайзии для участия в боксёрском реалити-шоу на национальном телевидении. Град — бывший чемпион Израиля по муай-тай, чемпион Азии 2010 года и вице-чемпион мирового первенства. Граду было позволено въехать в страну и получить специальную визу.
26 декабря 2015 года правительство Малайзии отказалось выдать визы двум израильским виндсерферам и их тренеру для участия в Youth Sailing World Championships в Лангкави в начале 2016 года; основанием послужило то, что у Малайзии нет дип. отношений с Израилем. Инцидент раскритиковали как Израильская Ассоциация Виндсерферов, так и Всемирная Ассоциация. 2 января 2016 было сообщено, что правительство Малайзии также отказало в выдаче виз израильской команде по настольному теннису для участия в чемпионате мира, который должен был пройти в Куала-Лумпуре в феврале 2016 года.
В августе 2016 года Малайзия отказалась от проведения конгресса Международной федерации футбольных ассоциаций (ФИФА) чтобы не выдавать въездные визы израильтянам и не поднимать израильские флаги во время проведения конгресса.
В январе 2019 года малайские власти ввели полный запрет на участие израильтян в любых спортивных соревнованиях, которые проходят на территории этой страны, а также отказались принимать у себя любые международные соревнования, на которые нужно будет допустить израильских спортсменов. Об этом заявил глава малайского МИД Сайфуддин Абдулла. Израильский МИД назвал это решение «постыдным» и выразил сожаление, что израильские параолимпийцы не смогут принять участие в чемпионате мира по плаванию.
В ноябре 2021 года чемпионат по крикету должен был пройти в Новой Зеландии, однако из-за введённых правительством этой страны ограничений на фоне пандемии COVID-19, был перенесён в Малайзию. После того, как малайские власти, несмотря на усилия малайской ассоциации крикета и спортивных организаций, не выдали визы израильским спортсменам, международная ассоциация крикета полностью отменила проведение чемпионата в этой стране.

## Авиасообщение, туризм и визовые вопросы
В октябре 2012 года малайзийское правительство увеличило квоту для туристов-паломников в Израиль и разрешило увеличить время пребывания с 10 до 21 дня.
6 сентября 2023 года авиарейс Дубай-Сингапур был перенаправлен в Куала-Лумпур из-за плохих погодных условий в пункте назначения. На борту находились 12 граждан Израиля. Им не пришлось покидать самолёт и после 5 часов ожидания, борт благополучно вылетел в Сингапур.
В марте 2024 года в Малайзии был арестован гражданин Израиля, который въехал в страну по французскому паспорту. После ареста он предъявил следователям свой израильский паспорт. По сообщениям СМИ и малайской полиции, этот человек готовил преступление против, предположительно, другого гражданина Израиля, также находившегося в Малайзии. Полицейский комиссариат Малайзии настаивал на том, что израильтянин планировал совершить теракт, в то время как израильская газета «Маарив» подтвердила личность задержанного и опубликовала версию, согласно которой это все лишь внутренние разборки между израильскими криминальными кланами.